# Wonder Neovolta
La Wonder Neovolta è stata un'azienda italiana produttrice di valvole elettriche ed elettrodomestici di consumo.
Il suo logo consisteva nella W maiuscola.

## Storia
Fondata nel secondo dopoguerra a Milano, nacque come piccola impresa dedita alla progettazione di valvole elettriche. Con l'avvento del consumo di massa, infatti, molte grosse imprese necessitavano di sistemi affidabili per la gestione dei flussi di acqua e vapore.
Successivamente, si dedicò alla progettazione e alla vendita di elettrodomestici completi. Buona distribuzione ebbero, negli anni sessanta, le lucidatrici a sogliola, le spazzole aspiranti, i ventilatori, gli aspirapolvere.
Raggiunse la massima espansione fra la fine degli anni sessanta e la prima metà degli anni settanta. All'inizio degli anni settanta, in un'epoca di concentrazione del settore in mano a poche grandi aziende, era fra le poche imprese di stampo artigianale ad essere ancora considerata - in base agli studi commissionati dalla Commissione delle Comunità Europee - fra le principali aziende del mercato.
Al pari di simili realtà industriali, quali Menowatt, anche Wonder Neovolta non riuscì a reggere le importazioni dall'estero, soprattutto di componenti. La produzione si ridusse e la Wonder entrò in liquidazione nel luglio 1986. Gli edifici amministrativi e parte dello stabilimento produttivo di via dei Crollalanza, in parte riconvertiti ed adibiti ad uffici e abitazioni, appaiono riconoscibili nella loro funzione originaria.
Wonder Neovolta applicò un sistema di garanzia al cliente della durata di un anno, precorrendo i tempi di quella che sarebbe divenuta la garanzia obbligatoria. Inoltre, già nei primi anni sessanta, Wonder si dedicò alla miniaturizzazione dei propri oggetti. Frutto di questa filosofia di sviluppo furono alcuni micro ferri da stiro da viaggio e di spazzole per i vestiti di dimensioni ridotte.